# Světový pohár v orientačním běhu 2016
Světový pohár v orientačním běhu v roce 2016 (Orienteering World Cup 2016) byl 22. ročníkem této soutěže. Skládal se z 10 individuálních závodů a čtyř sprintových štafet. Události se konaly v Polsku, České republice, Švédsku a Švýcarsku.  
Matthias Kyburz ze Švýcarska získal svůj třetí titul celkového vítěze Světového poháru. Tove Alexanderssonová ze Švédska si připsala svůj třetí titul v ženské kategorii.  

## Program světového poháru 2016
| č. | Datum           | Trať         | Místo                    | Vítěz muži        | Vítěz ženy            |
| -- | --------------- | ------------ | ------------------------ | ----------------- | --------------------- |
| 1  | 30. duben 2016  | Middle       | Vratislav, Polsko        | Olav Lundanes     | Helena Janssonová     |
| 2  | 1. květen 2016  | Sprint       | Vratislav, Polsko        | Matthias Kyburz   | Judith Wyder          |
| 3  | 22. květen 2016 | Sprint (EOC) | Jeseník, Česko           | Matthias Kyburz   | Judith Wyder          |
| 4  | 24. květen 2016 | Long (EOC)   | Jeseník, Česko           | Daniel Hubmann    | Tove Alexanderssonová |
| 5  | 27. květen 2016 | Middle (EOC) | Jeseník, Česko           | Matthias Kyburz   | Tove Alexanderssonová |
| 6  | 20. srpen 2016  | Sprint (WOC) | Strömstad/Tanum, Švédsko | Jerker Lysell     | Maja Alm              |
| 7  | 23. srpen 2016  | Middle (WOC) | Strömstad/Tanum, Švédsko | Matthias Kyburz   | Tove Alexanderssonová |
| 8  | 25. srpen 2016  | Long (WOC)   | Strömstad/Tanum, Švédsko | Olav Lundanes     | Natalia Gemperle      |
| 9  | 15. říjen 2016  | Long         | Aarau, Švýcarsko         | Matthias Kyburz   | Judith Wyder          |
| 10 | 16. říjen 2016  | Sprint       | Aarau, Švýcarsko         | Jonas Leandersson | Judith Wyder          |